# 山田御井広人
山田御井 広人（やまだのみい の ひろひと）は、奈良時代の貴族。氏姓は山田史のち山田三井宿禰。官位は従五位下・参河介。

## 経歴
聖武朝の天平10年（738年）の駿河国正税帳に、上総国より進上文石使として名前が現れている。この時の位階は大初位下。
天平勝宝7歳（754年）広人および一族で孝謙天皇の乳母の一人であった山田比売島ら7人が山田史から山田御井宿禰に改姓した。天平宝字8年（764年）9月の藤原仲麻呂の乱では孝謙上皇側に付いたらしく、乱後の10月には従五位下・参河介に叙任されている。なお同時に参河守には中臣伊勢老人が任ぜられている。

## 官歴
注記のないものは『続日本紀』による。
- 天平10年（738年）日付不詳：大初位下[1]
- 時期不詳：従七位上
- 天平勝宝7歳（755年） 正月4日：山田史姓から山田御井宿禰姓に改姓
- 時期不詳：正六位上
- 天平宝字8年（764年） 10月7日：従五位下。10月20日：参河介